# 狩勝信号場

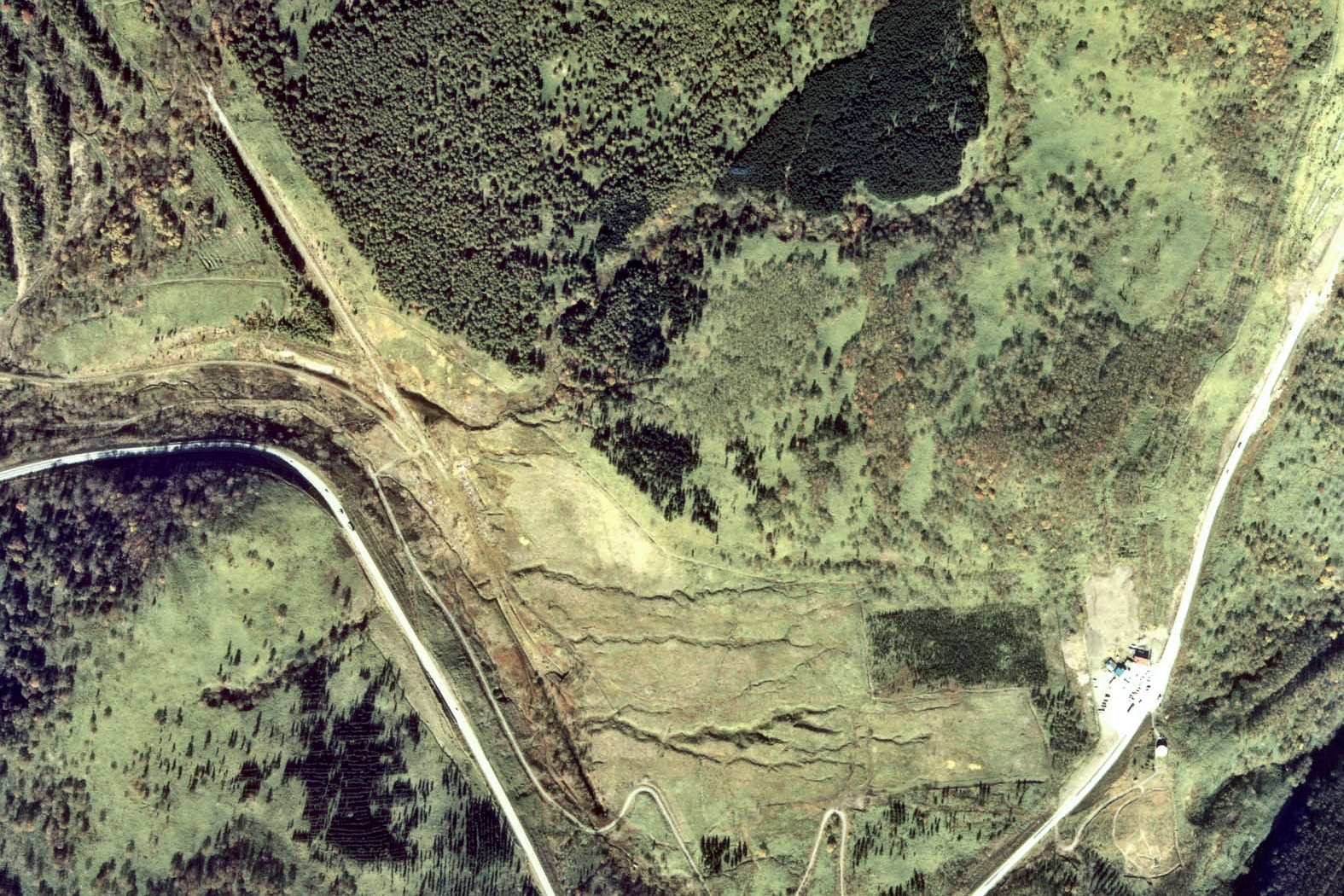
1977年上空より撮影の狩勝信号場跡。左が落合方面、右が新得方面。約1×1.5 km範囲。中央より少し左側に上下斜めに構内があり、中央より上が引き込み線、下が折り返し線となっていた。それを中央でクロスして左側端中央から右下へ逆S字を描いて本線が敷かれ、その右下側（新得側）は約1 kmkm長の狩勝トンネルとなっていた。構内中央より少し下側にトンネル入口、写真右端中央より下側、展望台の斜め上方向に筋状に出口の軌道跡が残されている。トンネルの上にはかつては防風雪林が植栽されていたが、この写真では丸裸になって小川筋や多くの地割れが見える。

狩勝信号場（かりかちしんごうじょう）は、かつて北海道空知郡南富良野村（現：南富良野町）落合に存在した、日本国有鉄道根室本線の信号場である。事務管理コードは▲110409。
1951年（昭和26年）からは仮乗降場を併設して旅客扱いも行っていたが、1966年（昭和41年）に勾配の緩やかな新線ルートの開通に伴い廃止された。

## 概要
1907年（明治40年）、後に根室本線の母体となった釧路線の落合 - 帯広間開業に伴い、前後を25パーミルの長距離勾配区間（特に新内駅側からはほぼその全区間が25パーミルの勾配）で挟まれた狩勝峠に、蒸気機関車への給水給炭施設として開設された。当時は「信号所」といった形態の種別がなかったため、旅客貨物取扱い等の一般営業を行わない「停車場（駅）」とされていたが、実態は信号所と同じであった。1922年（大正11年）から正式に信号場となった。旅客取扱いは戦後の1951年（昭和26年）から開始されたが、昭和初期の資料では、既に単式ホームが備えられていた。新内方面の本線は構内からすぐに狩勝トンネルが接しており、新線ルート（新狩勝トンネル）への切り替えの理由の一つとなった戦後の労働争議の舞台となった。

## 歴史
- 1907年（明治40年）9月8日：給水給炭所として、旅客貨物を取扱わない停車場（駅扱い）として開設[3]。
- 1919年（大正8年）5月1日：当駅含む山部駅 - 新得駅間の管轄を旭川管轄から釧路管轄とする[4]。
- 1922年（大正11年）4月1日：信号場となる[3]。
- 1923年（大正12年）4月1日：当駅含む山部駅 - 新得駅間の管轄を釧路管轄から再び旭川管轄とする[4]。
- 1949年（昭和24年）12月1日：当駅含む布部駅 - 新得駅間の管轄を旭川鉄道管理局管轄から再び釧路鉄道管理局管轄とする[4]。
- 1951年（昭和26年）4月1日?：仮乗降場として旅客取扱い開始[3][注釈 4]。
- 1966年（昭和41年）10月1日：新線ルート供用開始に伴い、廃止[3]。
- 2009年（平成21年）：「狩勝信号場跡」は土木学会選奨土木遺産に選ばれる[5]。

## 信号場の構造
構内配線は通過可能形のスイッチバックである。分岐器を挟んで新内方に引き上げ線が本線と並行し、落合方に直線の着発線が2本と、停車時間が長い貨物列車などのための留置線が1本ある。本屋は分岐器より着発線側に若干寄った位置の東側に設置されていた。このX字状の配線は国鉄の信号場によく見られる配置で、本線の片方がすぐにトンネルになっているなど、ロケーションも含め、常紋信号場も殆ど同じ構造である。
列車交換または待避を行う場合、落合方からの下り列車は、一旦引き上げ線に入った後、後進で着発線へ入り停車、新内方からの上り列車は、狩勝トンネルを出た直後に直接着発線のどちらかに入るか、停車時間が長い貨物列車などは留置線に入って停車する。出発時は、下り列車はそのまま本線へ入り狩勝トンネルへ、上り列車は一旦後進で引き上げ線に入り、折り返して落合方本線へ向かう。

## 隣の駅
日本国有鉄道
根室本線 旧線（廃止）
落合駅 - 狩勝信号場 - 新内駅